# ジェームズ・ホーウィル
ジェームズ・ホーウィル（James Horwill 1985年5月29日 - ）は 、オーストラリア出身のラグビーユニオン選手。ポジションはロック。

## 人物
1985年5月29日、クイーンズランド州ブリスベンで生まれる。

身長200cm、体重117kg。
愛称は「Big Kev」。

## 来歴
ブリスベン・ボーイズ・カレッジ卒業。2005年、ラグビーオーストラリア21歳以下代表に選出される。
2006年、スーパー14(現スーパーラグビー）のレッズに入り、シーズン開幕のワラターズ戦でデビュー。開幕戦は後半からの出場だったが、シーズン途中から先発に定着し、同年オーストラリアＡ代表に選出される。
2007年、ワラビーズに選出、フィジー戦で代表デビューとなるも、同年フランス開催のラグビーワールドカップにはセレクションから外れる。
2011年、レッズのスーパーラグビー初優勝に貢献、ラグビーワールドカップニュージーランド大会のオーストラリア代表に選出、チームキャプテンに就任。
ラグビーワールドカップ2015終了後、プレミアシップのハーレクインズに移籍した。